# Pier Anne Nawijn
Pier Anne Nawijn (Bolsward, 7 juli 1913 - Meppel, 25 oktober 1982) was een Nederlandse burgemeester. Hij was lid van de ARP en vervolgens van het CDA.

## Leven en werk
Nawijn werd in 1954 benoemd tot burgemeester van de toenmalige gemeente Blokzijl. In 1968 werd hij burgemeester van Staphorst. Deze functie vervulde hij tot zijn pensionering in 1978. In deze periode werd hij in 1971 geconfronteerd met de gevolgen van een polio-epidemie in zijn gemeente. Een deel van de bevolking had zich vanwege religieuze bezwaren zich niet laten inenten. De spanningen tussen voor- en tegenstanders van poliovaccinaties liepen zo hoog op, dat Nawijn opgenomen moest worden in het ziekenhuis vanwege hartproblemen en oververmoeidheid. Van 1965 tot 1970 was hij tevens lid van Provinciale Staten van Overijssel voor de ARP. Hij werd in 1975 benoemd tot ridder in de orde van Oranje-Nassau. In 1978 besloot Philips zijn vestiging in Staphorst te sluiten, wat Nawijn zeer betreurde vanwege de gevolgen voor de werkgelegenheid in zijn gemeente.
Nawijn was getrouwd met Rinske Brouwer, met wie hij tien kinderen kreeg. Hij overleed in oktober 1982 op 69-jarige leeftijd in Meppel. Hij werd begraven in zijn woonplaats Staphorst. Nawijn was de vader van Hilbrand Nawijn, de latere minister voor Vreemdelingenzaken en Integratie voor de LPF. 